# Makhu
Makhu é uma cidade e uma nagar panchayat no distrito de Firozpur, no estado indiano de Punjab.

## Geografia
Makhu está localizada a 31° 06′ N, 75° 00′ L. Tem uma altitude média de 201 metros (659 pés).

## Demografia
Segundo o censo de 2001, Makhu tinha uma população de 12,173 habitantes. Os indivíduos do sexo masculino constituem 52% da população e os do sexo feminino 48%. Makhu tem uma taxa de literacia de 61%, superior à média nacional de 59.5%: a literacia no sexo masculino é de 65% e no sexo feminino é de 56%. Em Makhu, 14% da população está abaixo dos 6 anos de idade.